# Hořice v Podkrkonoší
Hořice (auch Hořice v Podkrkonoší; deutsch Horschitz) ist eine Stadt in Tschechien. Sie liegt 23 Kilometer nordwestlich des Stadtzentrums von Hradec Králové an der Bystřice und gehört zum Okres Jičín.

## Geographie

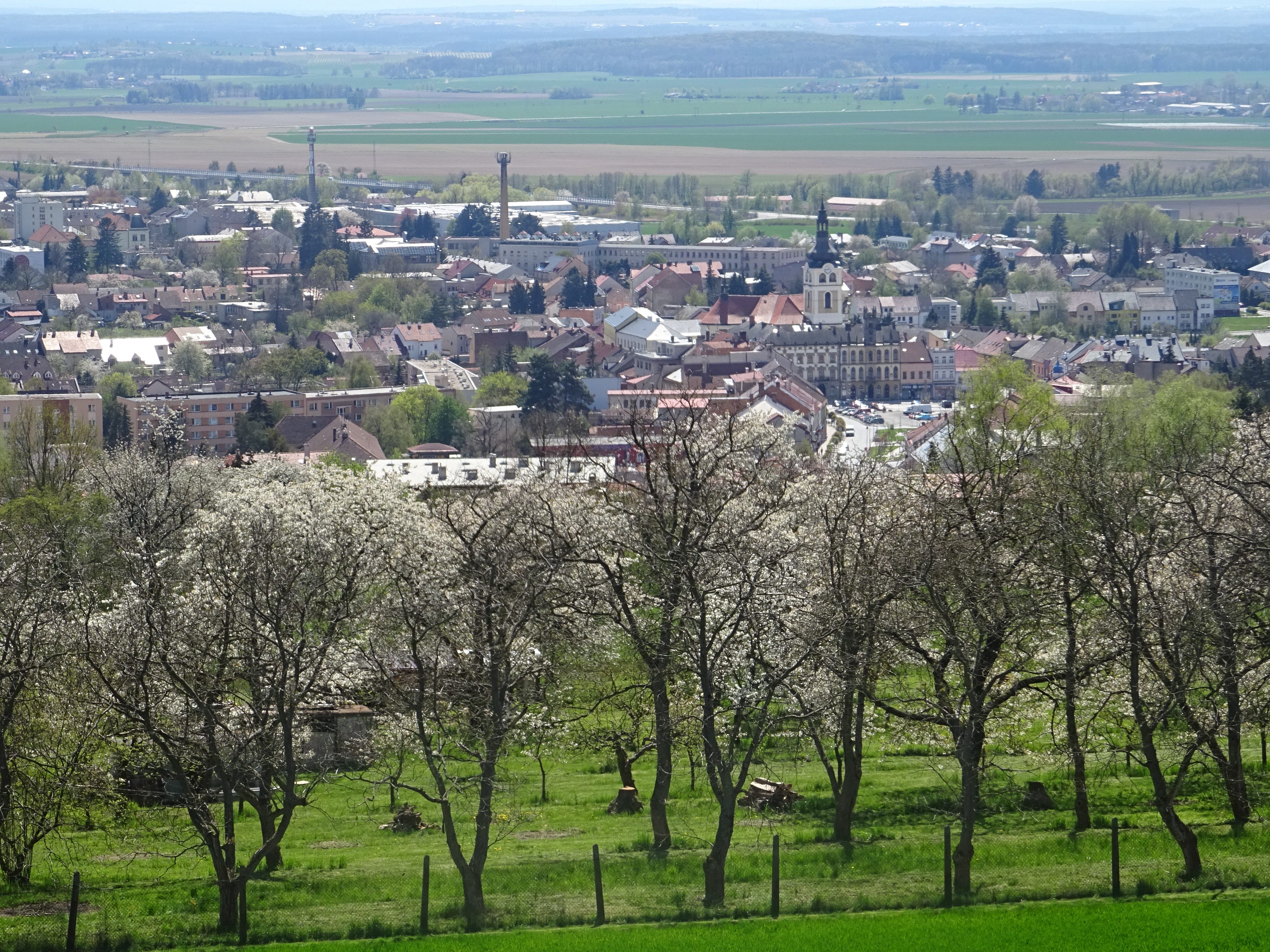
Blick auf Hořice

Hořice befindet sich am südlichen Fuße des Horschitzer Sandsteinrückens rechtsseitig über dem Tal der Bystřice. Durch die Stadt verläuft die Europastraße 442, die von Jičín nach Hradec Králové führt.
Nachbarorte sind Lukavec u Hořic, Dachovy und Červená Třemešná im Norden, Doubrava, Březovice und Svatogothardská Lhota im Osten, Chvalina im Süden, Dobrá Voda u Hořic im Südwesten, Malé Bílsko und Velké Bílsko im Westen sowie Chlum im Nordwesten.

## Geschichte
Erstmals schriftlich erwähnt wurde der Ort 1143 in der Stiftungsurkunde des Klosters Strahov. 1365 wurde der Ort zum Markt erhoben, und seit 1385 führte Hořice ein Stadtsiegel. 1423 kam es während der Hussitenkriege südlich der Stadt zur Schlacht bei Horschitz, in der die verbündeten Orebiten und Kalixtiner ein katholisches Heer schlugen.
Im 15. Jahrhundert erwarben die Smiřický von Smiřice die Stadt, die bis zum Dreißigjährigen Krieg an Bedeutung gewann. Für das Jahr 1524 sind in der böhmischen Hoflehntafel drei Juden in Horschitz belegt. Als nach der Schlacht am Weißen Berg die Besitzungen der Smiřický von Smiřice konfisziert wurden, brachte sie deren Verwandter Albrecht von Waldstein an sich. Nach dessen Tode erneut beschlagnahmt, wurde die Herrschaft 1635 an Jakob Strozzi vergeben. Nachdem dessen Sohn Peter 1664 ohne männliche Nachkommen verstorben war, stiftete seine Witwe die Einnahmen aus der Herrschaft den Kriegsinvaliden. Außerdem legte sie mit einer Stiftung den Grundstock für den 1731 begonnenen Bau des Invalidenhauses in Carolinenthal und später auch eines weiteren in Horschitz. 1846 vernichtete ein Brand große Teile der Stadt.

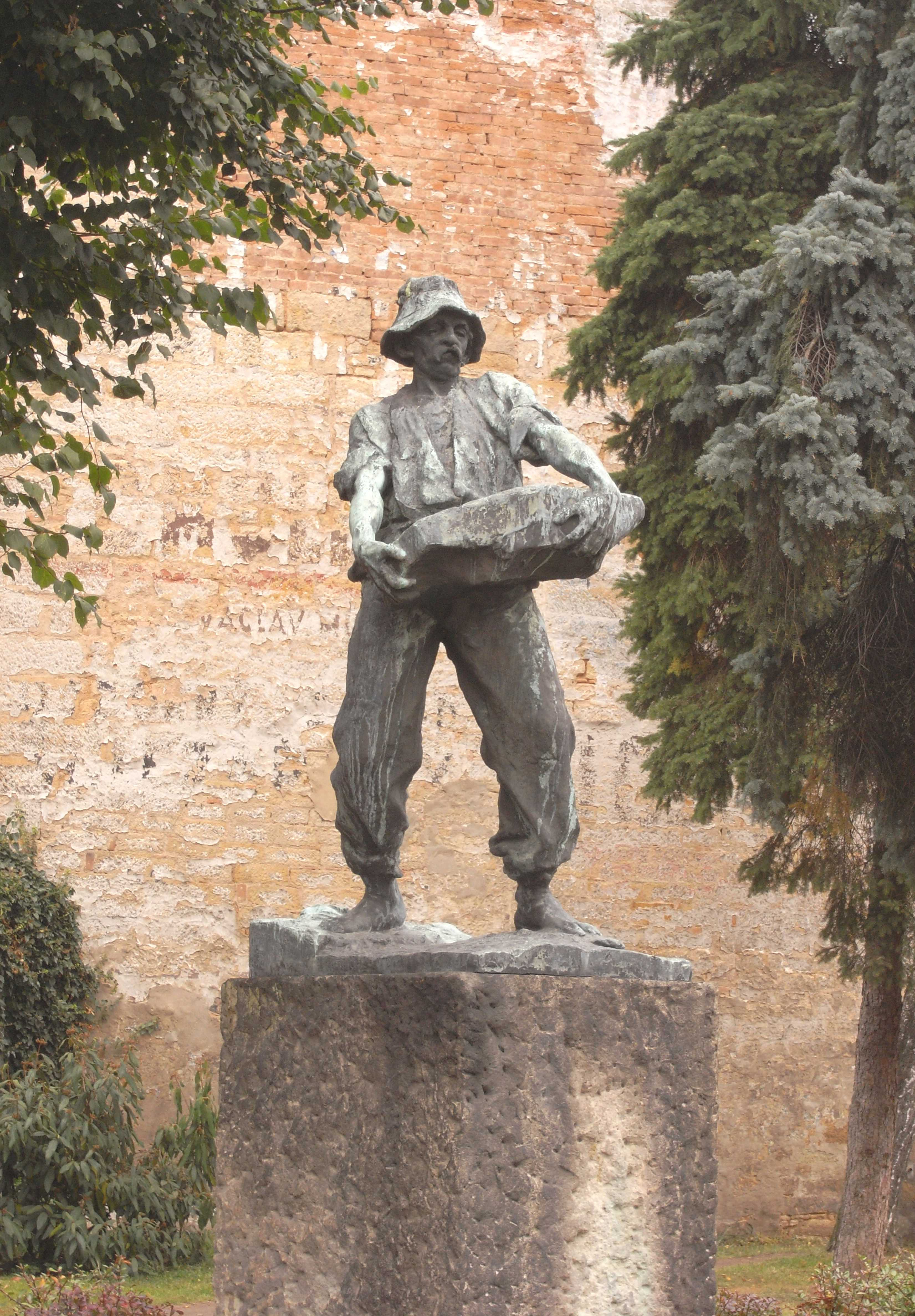
Denkmal für die Steinarbeiter in Hořice von Ladislav Šaloun, 1908

Nach der Ablösung der Patrimonialherrschaften wurde Horschitz 1850 zur selbständigen Stadt und Sitz einer Bezirkshauptmannschaft sowie eines Bezirksgerichts. 1884 entstand die Staatliche k.k. Fachschule für Steinbearbeitung und Bildhauerei, die u. a. Bohumil Kafka, Otakar Kubín, Jan Štursa absolviert haben. 1925 wurde ein Freibad eröffnet. 1960 wurde der Okres Hořice aufgelöst und die Stadt in den Okres Jičín eingegliedert. Die wirtschaftlichen Schwerpunkte liegen in der Textilindustrie und dem Maschinenbau. Die Sandsteinbrecherei, die der Stadt zu überregionaler Bekanntheit verhalf, wird heute im Stadtgebiet nicht mehr betrieben. Seit 1961 wird in der Stadt und Umgebung das Motorradrennen „300 zatáček“ veranstaltet, das seit 1968 internationalen Charakter hat und seither „300 zatáček – Gustav Havel“ heißt.

## Sehenswürdigkeiten
- Barocke Kirche Mariä Geburt, errichtet 1741–1748 nach Entwurf Kilian Ignaz Dientzenhofers.
- Mariensäule auf dem Markt, 1824 geschaffen von Josef Richter.
- Schloss Hořice, 1749 anstelle einer Feste errichtet; es dient seit 1954 der Forstverwaltung.
- Barocke Kapelle St. Gothard auf dem Hügel Gothard; sie wurde im 12. Jahrhundert durch das Kloster Strahov errichtet und im 18. Jahrhundert umgestaltet.
- Neuer Friedhof auf dem Hügel Gothard mit bedeutendem Portal (B. Moravec und A. Cechner, 1892–1905).
- Steinplastiken auf dem Gothard, seit 1966 bei Bildhauersymposien geschaffen
- Hussitengrab, südlich der Stadt.
- Jüdischer Friedhof.
- Ehemalige Synagoge, erbaut 1763, heute als hussitische Kirche genutzt.
- Masaryk-Turm, erbaut 1926, nördlich der Stadt, mit der Figurengruppe „Legie za hranicemi“ (Fremdenlegion) Projekt: František Blažek, Ausführung: Jindřich Malina; bildhauerische Gestaltung: Jan Vávra, Karel Lenhart, Otakar Španiel und Emanuel Malý.

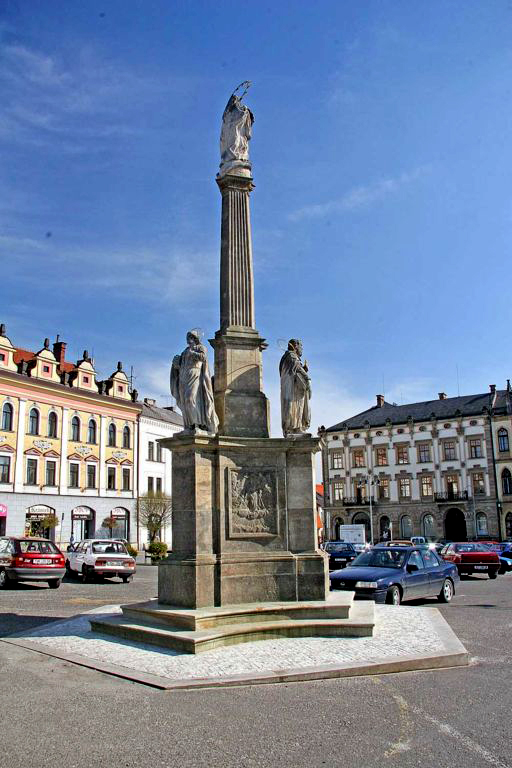
Markt mit Mariensäule
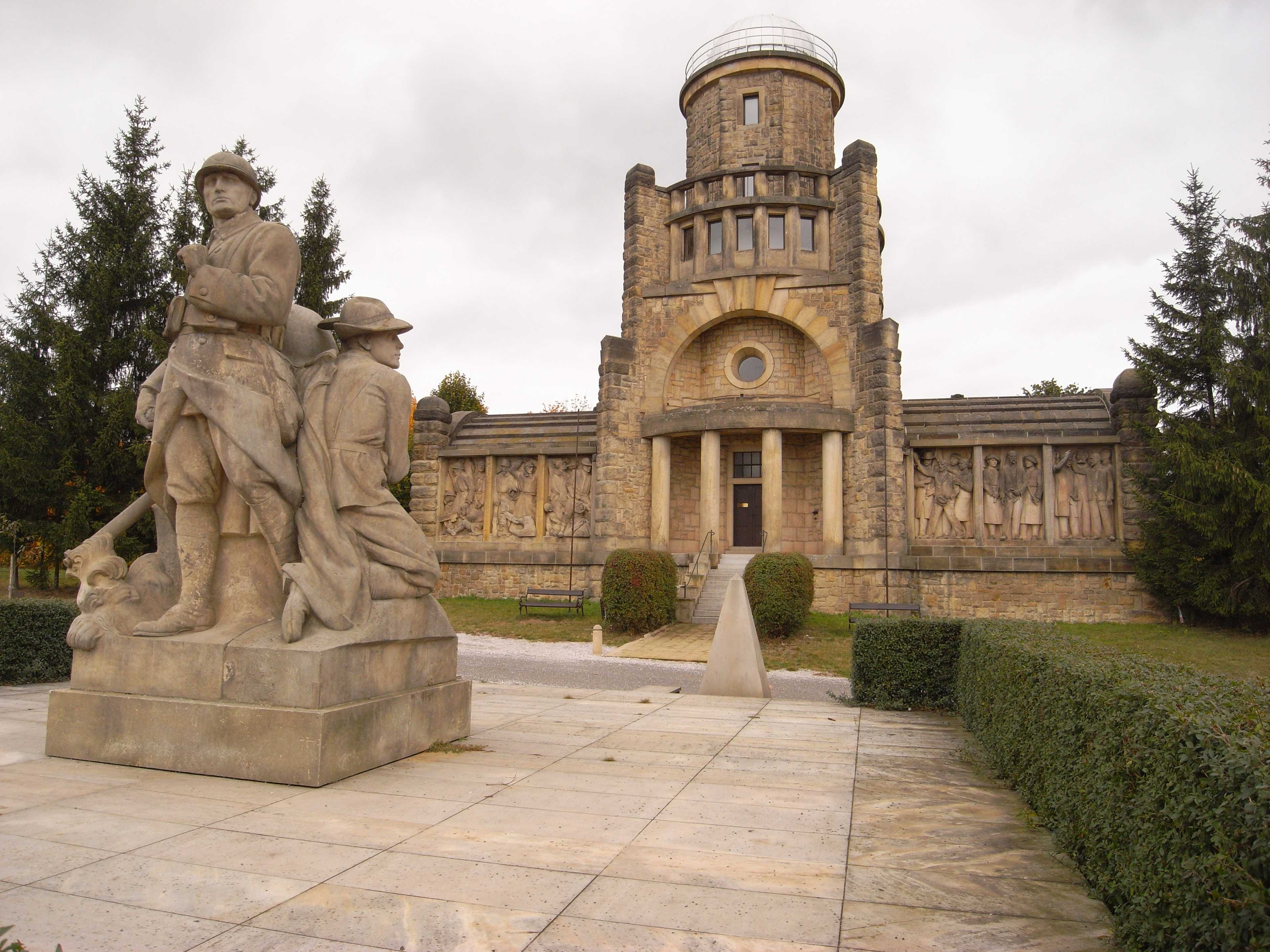
Masaryk-Turm auf dem Hang nördlich der Stadt
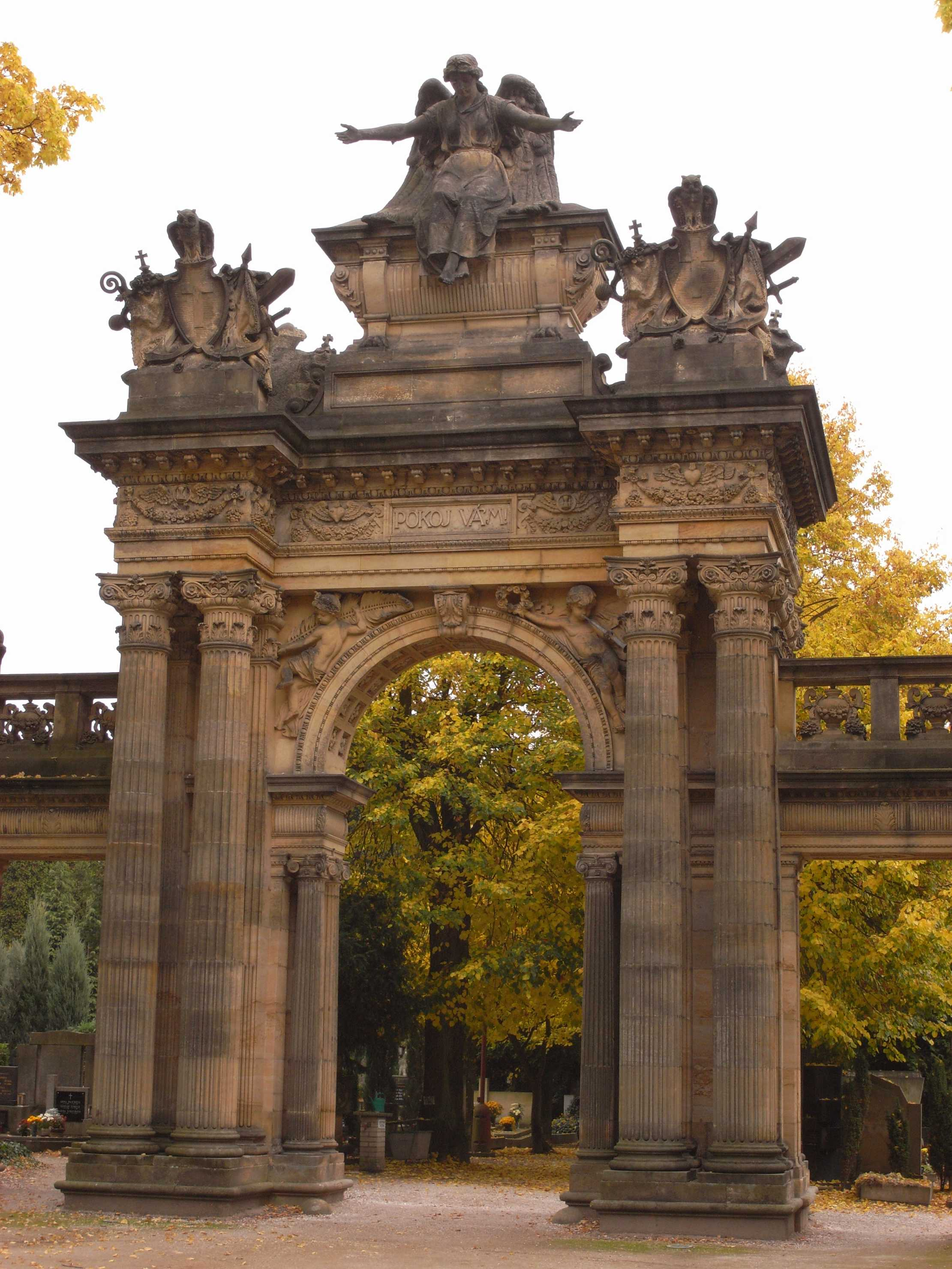
Portal des Neuen Friedhofs
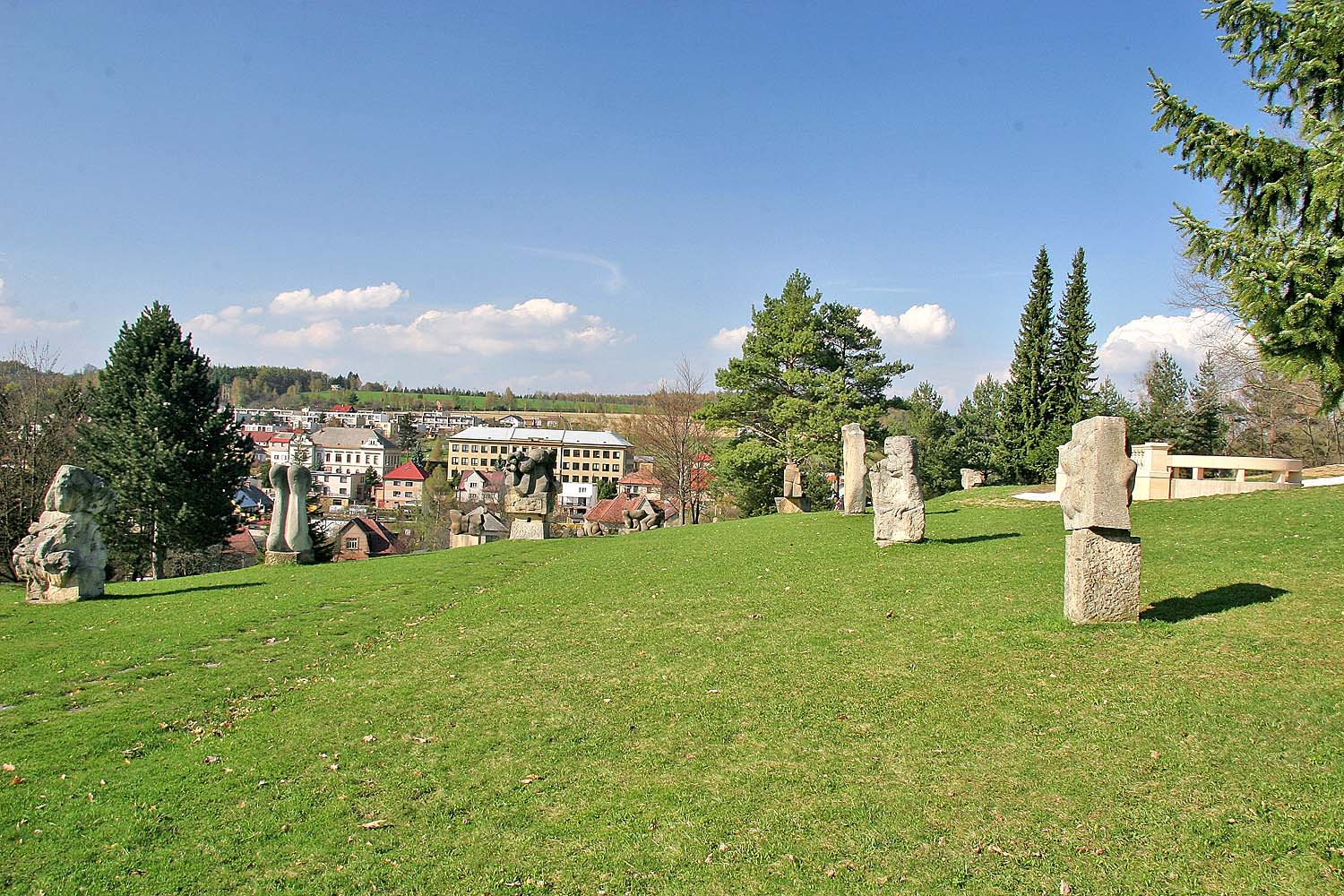
Moderne Steinplastiken auf dem Hügel Gotthard

## Ortsgliederung
Die Stadt Hořice besteht aus den Ortsteilen Březovice (Bschesowitz), Doubrava (Doubrawa), Hořice (Horschitz),  Chlum, Chvalina (Chwalina), Libonice (Libonitz),  Svatogothardská Lhota (Lhota St. Gotthard).

## Spezialitäten
Die „Hořické trubičky“ (Horschitzer Röhrchen) sind eine Biskuitspezialität, die ausschließlich in der Stadt produziert wird. Nach Ablauf der Einspruchsfrist gelten die Hořické trubičky seit 2007 als siebtes tschechisches Produkt mit Geschützter Ursprungsbezeichnung.

## Söhne und Töchter der Stadt
- Josef Ladislav Jandera (1776–1857), Praemonstratenser, Professor für Mathematik
- Arnold Hirsch (1815–1896), Arzt und Schriftsteller
- Herman S. Doctor (1820–1897), jüdischer Textilunternehmer
- Wilhelm Alter (1823–1880), Verwaltungsbeamter, kaiserlicher Rat, Bezirksobmann und Abgeordneter im böhmischen Landtag.
- Gustav von Mauthner (1848–1902), jüdischer Bankier
- Fritz Mauthner (1849–1923), jüdischer Schriftsteller und Philosoph
- Jan Levit (1884–1944), Chirurg jüdischer Abstammung, Professor für Militärchirurgie in Prag, ermordet im KZ Auschwitz
- Irene Kirpal (1886–1977), Politikerin der deutschen Minderheit
- Gustav Schorsch (1918–1945), Schauspieler
- Martin Černík (* 1976), Snowboarder